# André René Marie Robert
Pour les articles homonymes, voir André Robert et Robert.
André René Marie Robert (Angers, 9 août 1893-Biarritz, 8 octobre 1982), est un officier de marine français. 

## Biographie
Il entre à l'École navale en octobre 1911 et en sort aspirant en octobre 1913. Enseigne de 2e classe (octobre 1914), il sert sur le croiseur cuirassé Jeanne-d'Arc et est nommé enseigne de 1re en octobre 1916. Il embarque ensuite sur le croiseur cuirassé Gloire aux Antilles puis est nommé en 1918 à la 2e escadrille de sous-marins à Bizerte. 
Lieutenant de vaisseau (juin 1919), membre de la Commission navale française d'armistice à Londres puis de la Commission navale de contrôle interalliée en Allemagne (1920), il est nommé en décembre à la capitainerie interalliée du port de Constantinople puis passe en 1922 au 3e bureau de l’État-major général. 
Commandant du yacht Diana (1923), il travaille en 1925 au centre d'instruction aéronautique d'Hourtin puis sert l'année suivante sur le cuirassé Provence avant d'être admis à l’École de guerre navale dont il sort breveté avec mention spéciale pour être muté à la division navale du Levant. 
Capitaine de corvette (janvier 1928), il sert en 19360-1931 sur le croiseur Suffren puis, capitaine de frégate (septembre 1932), officie à l’État-major de la marine en Indochine (1933-1934). En 1935-1936, il commande la base aéronavale de Lann-Bihoué et supervise les travaux d'achèvement de celle de Lanvéoc-Poulmic. 
En 1936-1937, il commande le torpilleur Cordelière et devient sous-directeur octobre 1938 du port de Brest. Capitaine de vaisseau (février 1940), adjoint du commandant de la marine à Oran, il est mis en congé d'armistice en 1941 à cause de ses sentiments anglophiles et est placé à la retraite d'office en août 1941. Il rallie alors la France libre (juin 1943) et est nommé chef d'état-major des forces navales en Grande-Bretagne. 
Contre-amiral (mars 1944), il commande les Forces navales françaises libres en Grande-Bretagne et est le chef de la Mission navale française. De retour en France en mai 1945, il est nommé préfet maritime de Brest. 
Vice-amiral (avril 1946), membre du Conseil supérieur de la marine, il prend sa retraite en juin 1953. 

## Récompenses et distinctions
- Grand officier de la Légion d'honneur (1950)[2]
  -  Commandeur de la Légion d'honneur
  -  Officier de la Légion d'honneur
  -  Chevalier de la Légion d'honneur (1921)
- Croix de guerre 1939–1945
- Médaille des évadés
- Médaille interalliée de la Victoire
- Ordre de l'Empire britannique à titre militaire (Commandeur)